# Bahnstation

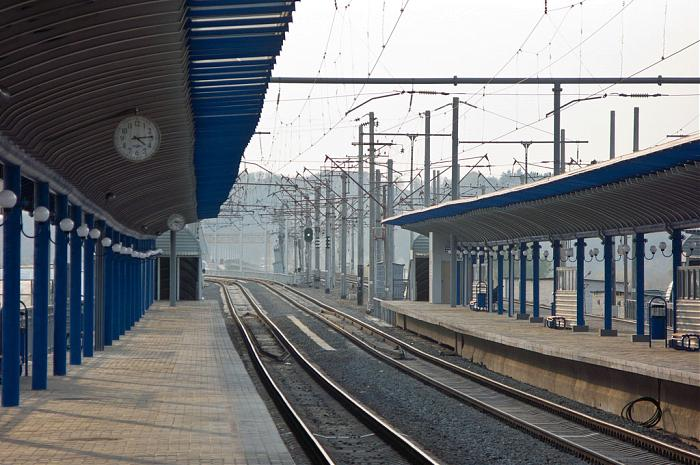
Personenverkehrsanlagen in einer Verkehrsstation: Bahnsteige mit Dächern, Beleuchtung und Unterführung

Als Bahnstation, Eisenbahnstation, Zugangsstelle, Verkehrsstelle, Bahnhalt oder veraltet Eisenbahnstelle respektive Bahnstelle werden Betriebsstellen der Eisenbahn bezeichnet, auf denen Züge des öffentlichen Verkehrs regelmäßig halten. In der Eisenbahnfachsprache ist der Begriff Verkehrsstation üblich. Dazu zählen Bahnhöfe, Haltepunkte und Haltestellen. Sie umfasst Verkehrsanlagen im Gleisbereich wie Bahnsteige, Beschilderungs- und Beleuchtungsanlagen, Treppen oder Unterführungen, nicht aber etwaige Bahnhofsgebäude.